# Niarchos (diamant)
Le Niarchos est un diamant blanc de 128,5 carats taillé en poire. Il tire ce nom de son premier propriétaire, le magnat grec de l'armement naval Stávros Niárchos. Listé parmi les diamants les plus célèbres, le Niarchos serait, en poids, le 14e du monde dans la couleur en classe D (blanc exceptionnel +) et le 5e diamant de classe D du monde taillé en poire.

## La pierre brute
Découverte le 22 mai 1954 dans la mine de diamants Premier lors d'opérations de routine, la pierre d'origine du Niarchos est immédiatement repérée par les ouvriers. Située dans le Transvaal, en Afrique du Sud, la mine Premier est connue depuis 1902 pour donner des diamants exceptionnellement gros et de haute qualité, comme le Cullinan (3 106 carats de pierre brute), le Taylor-Burton (240,80 carats) ou plus récemment le Diamant du centenaire (599 carats). A l'état brut, le Niarchos pesait 426,5 carats  et mesurait 51 x 25 x 19 mm.
Lors de sa vente à Londres par la De Beers, propriétaire de la mine, la pierre brute, baptisée Ice Queen, est incluse dans un lot de plusieurs autres de moindre intérêt. Le lot est acheté 3 millions de livres sterling - un record pour l'époque - par le joaillier Harry Winston de New York.

## La taille
Effectué par Bernard de Haan, le clivage de la pierre demande deux mois et demi. Cinq semaines sont nécessaires pour obtenir un premier éclat de 70 carats qui donne finalement, après taille, une marquise parfaite de 27,62 carats. Cinq autres semaines permettent d'obtenir un autre éclat de 70 carats qui finit en un diamant taille émeraude de 39,9 carats.
Restent environ 270 carats de la pierre d'origine... À l'issue d'un travail de cinquante-huit jours, Bernard de Haan obtient un diamant poire de 128,5 carats, totalisant 144 facettes dont 86 en ceinture. La pierre et les opérations de taille font l'objet d'un reportage photographique. Aucune analyse gemmologique n'est cependant communiquée.

## Qualité supposée
Bien que, jusqu'à présent, cette absence — ou non divulgation — d'analyse ne permette de classer précisément le Niarchos, il est possible de procéder par déduction. En effet, un de ses diamants satellite, le taille émeraude de 39,9 carats, a été mis aux enchères en 1991. Avant la vente, cette pierre a été analysée par le Gemmological Institute of America qui fait autorité : il s'agit d'un diamant D-flawless de type IIa. Provenant de la même pierre brute, le Niarchos devrait être de qualité identique.

## L'acheteur
Dès l'annonce de la mise en vente en 1958, l'armateur milliardaire grec Stávros Niárchos manifeste son intérêt. Il souhaite offrir cette pierre à sa femme Eugenia, née Livanos, et en fait l'acquisition pour une somme confidentielle, mais estimée à l'époque à 2 millions de dollars 1958. Par la même occasion, il achète les deux autres pierres obtenues du même diamant brut : le 27,62 en taille marquise et le 39,99 en taille émeraude.
Appelé désormais le Niarchos, le 128,5 carats n'est jamais réapparu sur le marché. On ne sait s'il est encore dans les mains de la famille Niarchos.